# كأس الرابطة الفرنسية 2014–15
كأس الرابطة الفرنسية 2014–15 (بالفرنسية: Coupe de la Ligue française de football 2014-2015)‏ هو الموسم 21 من  كأس الرابطة الفرنسية. أقيم خلال الفترة 12 أغسطس 2014 وحتى 11 أبريل 2015، وأشرف على تنظيمه اتحاد فرنسا لكرة القدم، وكان عدد الأندية المشاركة فيه  43، وفاز فيه باريس سان جيرمان.